# Pululahua
Der Pululahua ist eine Caldera in den Ecuadorianischen Anden (Cordillera Occidental). Die höchste Erhebung der Caldera ist mit 3356 m der Cerro Sincholagua am südöstlichen Kraterrand. Die höchste Erhebung im Inneren der Caldera – der Loma Pondoña (ein Lavadom) – hat eine Höhe von 2975 m. Der einzige Vulkankegel – der Rumiloma mit 2769 m – schließt sich östlich an den Loma Podoña an. Die Caldera hat einen Durchmesser am Grund von ca. 3 km und öffnet sich Richtung Westen, wo der Río Blanco, ein linker Nebenfluss des Río Guayllabamba, abfließt. Der östliche Bereich der Caldera ist besiedelt und wird landwirtschaftlich genutzt. Die Caldera ist Teil der Reserva Geobotánica Pululahua, welches die gesamte Caldera und noch Gebiete nördlich davon umfasst.

## Geschichte
Während des Quartär entstand durch sukzessiven Auswurf von pyroklastischen Material der Stratovulkan Pululahua. Der Basisdurchmesser betrug ca. 5–6 km. Nach Einsturz der Magmakammer bildete sich die heutige Caldera. Während einer anschließenden Aktivitätsphase bildete sich der Rumiloma-Krater, welcher in der Folge durch die Entstehung von zwei Lavadomen teilweise zerstört wurde. Dabei ist der Loma Pondoña der jüngere von besagten Lavadomen. Nach dem Rückzug der Gletscher während der letzten Kaltzeit bildete sich im östlichen Bereich der Caldera ein See, von dem heute jedoch nichts mehr zu sehen ist.

## Lage und Umgebung
Die Caldera liegt in den Gemeinden Calacalí und San Antonio de Pichincha des Municipio del Distrito Metropolitano de Quito in der Provinz Pichincha.

## Routen
Im Südosten der Caldera befindet sich ein Wanderweg, welcher von einer Aussichtsplattform zum Kratergrund führt. Eine Straße gibt es im westlichen Bereich, welche von der E28 Richtung Norden abzweigt.